# اندیس شمال عنبر آباد
شمال عنبر آباد یک اندیس فلزی است که در حوالی شهر مشکان استان خراسان قرار دارد و مادهٔ معدنی موجود در آن، مس است.سنگ میزبان این اندیس کنگلومرا ، ماسه سنگ ، برش است  در این اندیس، پاراژنز‌های پیریت یافت می‌شوند.